# 22 مارس
- السبت
- الأحد
- الاثنين
- الثلاثاء
- الأربعاء
- الخميس
- الجمعة

- 11 رمضان 1446  هـ
- 22 رمضان 1446  هـ
- 33 رمضان 1446  هـ
- 44 رمضان 1446  هـ
- 55 رمضان 1446  هـ
- 66 رمضان 1446  هـ
- 77 رمضان 1446  هـ
- 88 رمضان 1446  هـ
- 99 رمضان 1446  هـ
- 1010 رمضان 1446  هـ
- 1111 رمضان 1446  هـ
- 1212 رمضان 1446  هـ
- 1313 رمضان 1446  هـ
- 1414 رمضان 1446  هـ
- 1515 رمضان 1446  هـ
- 1616 رمضان 1446  هـ
- 1717 رمضان 1446  هـ
- 1818 رمضان 1446  هـ
- 1919 رمضان 1446  هـ
- 2020 رمضان 1446  هـ
- 2121 رمضان 1446  هـ
- 2222 رمضان 1446  هـ
- 2323 رمضان 1446  هـ
- 2424 رمضان 1446  هـ
- 2525 رمضان 1446  هـ
- 2626 رمضان 1446  هـ
- 2727 رمضان 1446  هـ
- 2828 رمضان 1446  هـ
- 2929 رمضان 1446  هـ
- 301 شوال 1446  هـ
- 312 شوال 1446  هـ
- 13 شوال 1446  هـ
- 24 شوال 1446  هـ
- 35 شوال 1446  هـ
- 46 شوال 1446  هـ

22 مارس أو 22 آذار أو يوم 22 \ 3 (اليوم الثاني والعشرون من الشهر الثالث) هو اليوم الحادي والثمانون (81) من السنة البسيطة، أو اليوم الثاني والثمانون (82) من السنوات الكبيسة وفقًا للتقويم الميلادي الغربي (الغريغوري). يبقى بعده 284 يوما لانتهاء السنة.

## أحداث
- 1895 - بدأ عرض أول فيلم سينمائي في باريس في فرنسا، في الصالون الهندي (الجراند كافيه) وكان فيلما صامتاً للأخوين لوميير.
- 1933 -
  - ألمانيا النازية تفتتح أول معسكر اعتقال لها في داخاو.
  - الرئيس الأمريكي فرانكلين روزفلت يوقع قانونًا يسمح بموجبه ببيع النبيذ والجعة بصورة شرعية.
- 1945 - تأسيس جامعة الدول العربية والتي ضمت سبعة دول هي لبنان ومصر والسعودية واليمن والعراق والأردن وسوريا.
- 1946 - المملكة المتحدة تمنح الاستقلال الكامل لشرق الأردن.
- 1948 - عضوان بالتنظيم السري للإخوان المسلمون يغتالان المستشار أحمد الخازندار.
- 1986 - إسبانيا تعلن اعترافها بمنظمة التحرير الفلسطينية.
- 1992 - تحطم الرحلة 405 التابعة للخطوط الجوية الأمريكية بعد وقت قصير من إقلاعها من مطار لاغوارديا في مدينة نيويورك، مما أدى إلى عدد من الدراسات حول تأثير الجليد على الطائرات.
- 2004 - المقاتلات الإسرائيلية تغتال الشيخ أحمد ياسين مؤسس حركة حماس بعد أدائه لصلاة الفجر في المسجد.
- 2006 - منظمة إيتا الإنفصالية التابعة لإقليم الباسك تعلن وقف إطلاق النار مع إسبانيا.
- 2013 - وفاة 37 وإصابة 200 في انفجار ناري في مخيم احتواء في تايلندا.
- 2014 -
  - وفاة 43 شخص بسبب سريان طيني بالقرب من بلدة أوسو بولاية واشنطن بالولايات المتحدة.
  - وفاة حوالي 251 شخص بسبب ميلان سفينة وغرقها في بحيرة ألبرت.
- 2016 - مقتل 34 شخصاً وإصابة المئات في تفجيرات بمدينة بروكسل.
- 2017 - مقتل خمسة أشخاص وإصابة أكثر من أربعين آخرين في هجوم إرهابي في قصر وستمنستر، لندن.
- 2020 -
  - رئيس الوزراء الهندي ناريندرا مودي يعلن عن أكبر حظر تجول فرضته البلاد على الإطلاق، في محاولة لمكافحة انتشار كوفيد-19.
  - رئيس الوزراء اليوناني كيرياكوس ميتسوتاكيس يعلن عن إغلاق وطني وأول حظر تجول مفروض ذاتيًا على الإطلاق في البلاد، في محاولة لمكافحة انتشار كوفيد-19.
- 2021 - انطلاق الصاروخ سايوز 2 من ميناء بايكونور الفضائي وعلى متنه تحدي 1، أول قمر اصطناعي تونسي مصنع محليًّا، إلى جانب القمرين شاهين سات السعودي ودي إم سات 1 الإماراتي.
- 2024 - مسلحون يطلقون النار عشوائيًّا ويشعلون النار في قاعة كروكس سيتي بمدينة كراسنوغورسك الروسية، مما أدى لمقتل 139 شخصًا.

## مواليد
- 1459 - ماكسمليان الأول، إمبراطور الرومانية المقدسة.
- 1609 - يان الثاني، ملك بولندا.
- 1797 - فيلهلم الأول، إمبراطور ألمانيا.
- 1868 - روبرت ميليكان، عالم فيزياء أمريكي حاصل على جائزة نوبل في الفيزياء عام 1923.
- 1916 - عقيلة راتب، ممثلة مصرية.
- 1926 - والاس بارنز، سياسي أمريكي.
- 1931 -
  - ويليام شانتر، ممثل كندي.
  - بورتون ريختر، عالم فيزياء أمريكي حاصل على جائزة نوبل في الفيزياء عام 1976.
- 1933 - أبو الحسن بني صدر، رئيس إيران.
- 1941 - برونو غانتس، ممثل سويسري.
- 1959 - هيفاء عادل، ممثلة كويتية.
- 1969 - ديفيد نياثي، لاعب كرة قدم جنوب إفريقي.
- 1971 - فهد الحيان، ممثل سعودي.
- 1974 - باسم يوسف، إعلامي مصري.
- 1976 - ريس ويذرسبون، ممثلة أمريكية.
- 1994 - سعد بقير، لاعب كرة قدم تونسي.

## وفيات
- 1832 - يوهان فولفغانغ فون غوته، أديب ألماني.
- 1893 - حسن بن رضوان الخالدي، صوفي وشاعر مصري.
- 1948 - أحمد الخازندار، قانوني مصري.
- 2001 - ويليام هانا، منتج ورسام أمريكي للرسوم المتحركة.
- 2004 - أحمد ياسين، مؤسس حركة حماس.
- 2005 - كنزو تانغه، مهندس معماري ياباني.
- 2007 - إلفة الإدلبي، كاتبة سورية.
- 2012 -
  - عزيز العلوي، ممثل مغربي.
  - محمد إبراهيم نقد، سياسي سوداني.
- 2016 - حمدان عاشور، سياسي فلسطيني.

## أعياد ومناسبات
- يوم الماء العالمي.

## وصلات خارجية
- وكالة الأنباء القطريَّة: حدث في مثل هذا اليوم.
- النيويورك تايمز: حدث في مثل هذا اليوم.
- BBC: حدث في مثل هذا اليوم.